# Ludwigshütte (Biedenkopf)

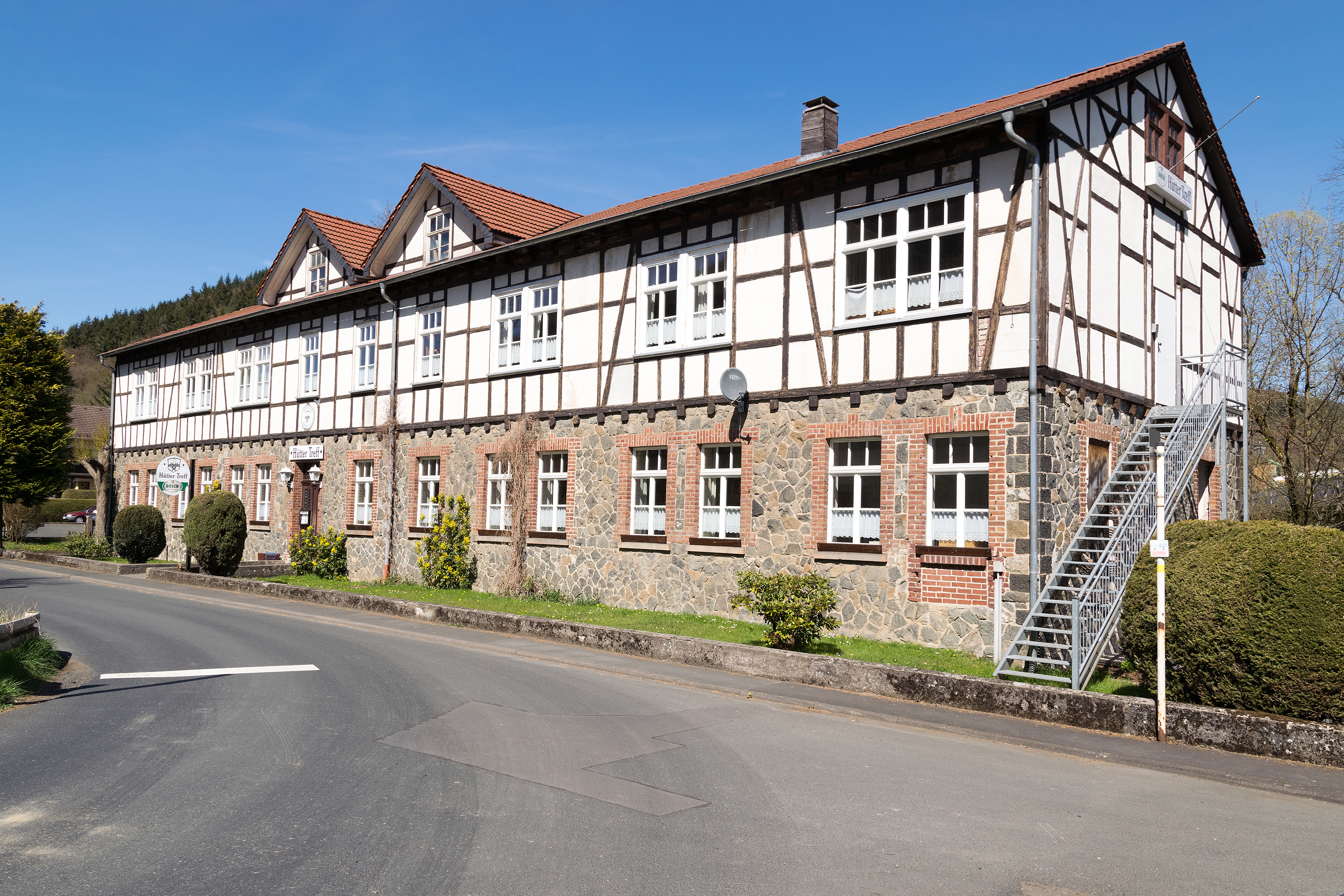
Ehemaliges Buderus-Verwaltungsgebäude

Ludwigshütte (mundartlich Ludwichshedde) ist eine Industriesiedlung im Hessischen Hinterland bei der Stadt Biedenkopf im mittelhessischen Landkreis Marburg-Biedenkopf, zu der sie auch gehört. Der Ort ist aus der Ansiedlung bei dem ehemals bedeutenden Hochofenstandort (bis 1886) und späterem Hüttenwerk (Eisengießerei) „Ludwigshütte“ hervorgegangen.

## Geschichte
Erstmals erwähnt wurde die Hütte 1569 als Waldschmitte. 1871 bestand der Ortsteil Ludwigshütte aus 42 Wohnhäusern. Nach der Gebietsreform im Jahr 1974 wurde der Ortsteil Biedenkopfs in der Hauptsatzung der neu gebildeten Stadt nicht mehr als solcher genannt, da er sich in der Gemarkung der Stadt befindet – lediglich ehemalige Gemeinden wurden Ortsteile Biedenkopfs.

## Verkehr

### Straßenverkehr
Seit dem Bau einer Ortsumgehung Anfang der 2000er-Jahre führt durch den Ort nur noch die Kreisstraße 109 aus Richtung Wallau / Weifenbach und die Bundesstraße 253 in Richtung Battenberg (Eder) / Frankenberg (Eder), die unterhalb des Ortes von der Umgehung und der B 62 abzweigt. Eine weitere Straße verbindet Ludwigshütte mit Stadtgebiet von Biedenkopf.

### Öffentliche Verkehrsmittel
Bis in die 1980er-Jahre war der Ort über einen Bahnhof an der Oberen Lahntalbahn an das Nahverkehrsnetz angeschlossen.
Heute ist der Ort mit folgenden Buslinien an das ÖPNV-Netz des RMV angebunden:
- 481: Wallau–Biedenkopf–Lahntal–Marburg (und zurück)
- 491: Dillenburg–Niedereisenhausen–Biedenkopf (und zurück)
- MR-51: Biedenkopf–Niedereisenhausen–Friedensdorf–Biedenkopf
- MR-52: Biedenkopf–Friedensdorf–Niedereisenhausen-Biedenkopf
- MR-58: Biedenkopf–Holzhausen–Hatzfeld–Biedenkopf
- MR-65: Wetter–Treisbach–Biedenkopf (und zurück)